# Júlio Andreatta
Julio Andreatta (Porto Alegre, 21 de julho de 1917 — , 19 de agosto de 1981) foi um piloto automobilístico brasileiro.
Era irmão de Catarino Andreatta, e juntos foram pioneiros numa época em que corrida de automóvel fazia mais sucesso que futebol. Os irmãos Andreatta se lançaram às corridas de estrada na mesma época em que Juan Manuel Fangio dominava os circuitos argentinos, no final de década de 1930.
Entre os anos de 1939 e 1963, Julio participou de inúmeras as provas, não apenas no Brasil mas também nos países vizinhos (Uruguai e Argentina).
Julio Andreatta faleceu em consequência de problemas cardíacos aos 64 anos, deixando seu nome marcado para sempre na história do automobilismo brasileiro.

## Trajetória esportiva

### Primeiros anos
Era filho do comerciante Vitório Andreatta, de origem italiana, e de Celanira Andreatta, de origem paraguaia, estabelecidos há anos no bairro Navegantes, na capital do estado. Tinha três irmãos: Catarino (o mais velho), Doro e Gessi.
Julio, assim como o irmão Catarino, estudou no Colégio Nossa Senhora dos Navegantes, perto de sua casa e, posteriormente, no Instituto Porto Alegre (IPA), uma das instituições de ensino mais antigas e tradicionais da capital.
Entre os negócios do pai, o principal era a transportadora, e foi ali que Julio começou a trabalhar aos 18 anos, onde Catarino já estava envolvido. Começou a aprender sobre técnicas de transporte e mecânica de motores, chassi e suspensões, tendo os caminhões como laboratório.
Na década de 1930, as corridas eram uma tradição gaúcha que cruzou a fronteira dos países vizinhos, como Uruguai e Argentina e, na completa ausência de circuitos, as corridas com as chamadas "carreteras" (ou carreteiras) - carros de passeio que recebiam uma estrutura reforçada para resistir às exigências das provas - eram disputadas em estradas, havendo também provas em circuitos urbanos e semi-urbanos improvisados.
O interesse de Julio em seguir os passos do irmão mais velho teve todo o apoio dos pais e do próprio Catarino, e ele ingressou na Scuderia Galgos Brancos, fundada pelo também gaúcho Norberto Jung, e que foi a primeira equipe brasileira de competições da história.

### Primeiras corridas
Durante a Segunda Guerra Mundial, o Brasil sofreu com a escassez de combustível, mas ainda assim ocorreram provas nos anos 40 com uma inventiva solução, o gasogênio.
Em 1950, com a carretera Ford 1940 verde e amarela de número 6, Julio Andreatta ganhou as duas provas mais importantes do automobilismo gaúcho: a Copa Festa da Uva, com 755 quilômetros de percurso, e o Circuito da Zona Sul, com 937 quilômetros de percurso, onde derrotou ninguém menos que Chico Landi. Foi campeão gaúcho em 1950.

### Consagração
A consagração nacional veio em 1951, na disputa do II Grande Prêmio Getúlio Vargas, uma prova de estrada que percorreria os estados de São Paulo, Minas Gerais e Rio de Janeiro, dividida em quatro etapas totalizando 2.136 quilômetros, e que aconteceria no mês de novembro, durante a celebração da proclamação da república. Getúlio Vargas retornara ao poder no início daquele ano e, para mostrar força e organização em sua volta ao comando do país, realizou ações e projetos em diversos setores da sociedade, entre eles o automobilismo, que atraía multidões para acompanhar a disputa entre os pilotos gaúchos e paulistas nas estradas e nos autódromos. O Automóvel Clube do Brasil organizou a competição, que contou com a participação dos melhores pilotos de diversos estados do Brasil.
Julio Andreatta só confirmou presença e fez a inscrição na corrida na data limite, e o motivo foi que lhe faltava o dinheiro para a inscrição. Próximo à data limite, estava conformado com a ideia de não participar do evento mas, por insistência de seu mecânico e ajudante, Homero Zani, endividou-se e viajou para São Paulo com sua “carretera” Ford 1940 número 6. Julio, porém, só tinha conseguido o dinheiro para disputar a primeira e mais longa das etapas; para continuar, precisava vencê-la e usar o prêmio para custear o restante da participação.
Julio não apenas venceu a primeira etapa, mas também chegou em segundo na segunda etapa, colado em Chico Landi, e abriu uma grande vantagem frente a seus adversários, entre eles seu irmão Catarino. A partir daí, Julio administrou a vantagem e conquistou a consagradora vitória, chegando sob aplausos em São Paulo, ao final dos mais de dois mil quilômetros de prova. Julio desfilou na Avenida Paulista tomada pela multidão, com o presidente Getúlio Vargas no banco do acompanhante de sua carretera. Pela conquista, o piloto ganhou um Ford 1951 zero quilômetro, 142 mil cruzeiros e um motor Ford V-8 zero quilômetro.
Em sua volta a Porto Alegre, Julio foi recebido por uma grande multidão, que queria homenageá-lo por seu feito inédito.

### Outras conquistas e participações e fim da carreira
Outras provas que marcaram sua trajetória foram as conquistas no Grande Prêmio Águas do Atlântico, cujo percurso ia de Porto Alegre a Capão da Canoa, e era organizado pela Associação Riograndense de Volantes (ARVO). A prova tinha este nome não apenas por terminar no litoral, mas por haver a tradição de se saudar os vencedores com um banho de mar. Julio venceu esta prova algumas vezes, bem como as carreteras da equipe Galgos Brancos fizeram diversas dobradinhas.
Julio participou de diversas provas e dos campeonatos gaúchos de automobilismo. Também disputou as Mil Milhas Brasileiras, mas ali, no Autódromo de Interlagos, o grande destaque dos primeiros anos foi o outro piloto da família, Catarino.
No total foram 31 vitórias ao longo de 23 anos de competições, incluindo-se os anos em que as corridas diminuíram por conta da guerra. Em 1963, com 45 para 46 anos, Julio retirou-se das competições para dedicar-se a suas outras paixões: o Clube Gondoleiros e a criação de cavalos puro-sangue em seu haras, em Santo Antônio da Patrulha.

## Homenagens
Em sua homenagem uma praça do bairro São Geraldo, em Porto Alegre, foi nomeada Praça Júlio Andreatta.
Em São Paulo, uma rua localizada no bairro Jardim Represa, no distrito de Cidade Dutra, nas proximidades do Autódromo de Interlagos, recebeu o nome de Rua Júlio Andreatta.